# Châteaux d'Hautpoul
Ne doit pas être confondu avec Château des Hautpoul.
Le village d'Hautpoul (commune de Mazamet, département du Tarn) comprend deux châteaux : le château-bas, ruiné et accessible au sortir de la passerelle de Mazamet ; et le château-haut, situé sur les hauteurs du bourg. Le premier est un ancien château fort, tandis que le second, bien que fortifié, présente des caractéristiques Renaissance.
Construits sur un promontoire rocheux aux portes de la montagne Noire, ils font face à l'église Saint Sauveur d’Hautpoul. La tour seigneuriale primitive est sûrement construite au XIe siècle par la famille d'Hautpoul, et les édifices successifs subissent la croisade des albigeois puis les guerres de Religion.

## Historique

### Le château primitif
Selon une légende, ce serait Athaulf, roi des Wisigoths, qui aurait fondé le village d'Hautpoul, ainsi que sa première forteresse, dès 413. En réalité, le château féodal d'Hautpoul fut sans doute construit ou reconstruit au XIe siècle par la puissante famille d'Hautpoul dont les membres s'intitulaient anciennement seigneurs des montagnes du Hautpoullois, notamment par Pierre-Raymond à partir de 1084. Ce dernier accompagne le comte Raymond de Saint-Gilles lors de la première croisade où il s'illustre durant le siège d'Antioche. Mourant peu après de la Peste, il est enterré devant l'église Saint-Pierre d'Antioche.  
Ce château primitif, une simple tour seigneuriale, aurait été situé à un emplacement différent des deux châteaux actuels. Cet ancien site, plus haut sur le promontoire, serait celui où se trouve aujourd'hui une statue de la Vierge, élevée en 1949 à 518 mètres d'altitude. C'est autour de cet édifice que se développe le village, centre d'une des seigneuries parmi les plus puissantes de la région. En 1162, un serment réalisé devant Raimond Trencavel, vicomte et suzerain, montre que cette dernière est partagée entre cinq coseigneurs. 
Au cours de la croisade contre les albigeois, le village se rallie à la cause cathare, sous la direction du seigneur Izarn d'Hautpoul. C'est pourquoi le chef croisé Simon de Montfort s'empare du château par la force en 1212, après un siège de quatre jours, avant de le faire démanteler et brûler. Selon les versions, Izarn meurt dans l'assaut ou s'enfuit par des souterrains.

### Les deux châteaux

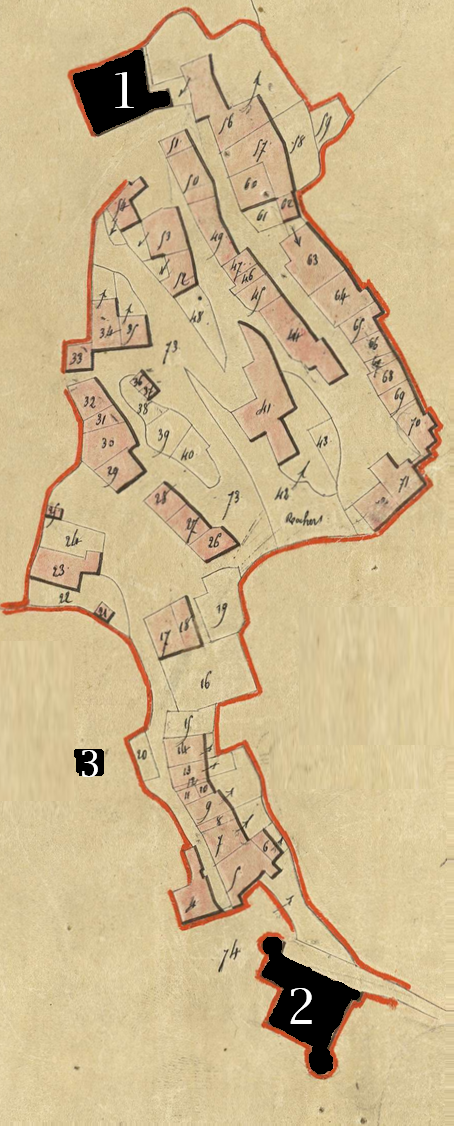
Le cadastre de 1833. En 1, le château-bas ; en 2, le château-haut ; en 3, l'emplacement probable de la tour seigneuriale primitive.

Un nouveau château fort est ensuite construit, en bas du village (le château-bas), et un second juste en contrebas de l'ancienne tour seigneuriale, sur les hauteurs (le château-haut). Les dates de construction ne sont néanmoins pas connues.
Lors des guerres de Religion, en 1560, Sébastien d'Hautpoul, gouverneur catholique de Mazamet, est contraint de fuir devant les huguenots et se réfugie dans un des châteaux, sans que l'on ne sache lequel. Malgré la position dominante du bourg, la forteresse en question est prise par les protestants le 16 février 1574, en même temps que tout le village. Les frères protestants Jacques et Robert de Rozet administrent respectivement Mazamet et Hautpoul. Il faut ensuite attendre mars 1589 pour que les troupes catholiques parviennent à reprendre Hautpoul, avec la complicité de Robert de Rozet. Cette victoire est néanmoins de courte durée, puisqu'ils en sont de nouveau chassés par les protestants au mois de mai.
La ville est à nouveau au centre des affrontements lors des rébellions huguenotes qui frappent notamment le pays castrais. Ainsi, en 1622, le comte catholique de Bioule attaque et démolit (partiellement du moins) un des châteaux d'Hautpoul, sans doute celui du bas. Puis en 1627, le marquis de Ragny, Léonor de la Magdeleine, assiège avec 2500 catholiques les protestants de Mazamet réfugiés dans un des châteaux d'Hautpoul, et ce sans succès pendant douze jours.

### De l'abandon à la réhabitation
Après cette période de troubles, le château-bas est démantelé en 1616, et ses ruines laissées à l'abandon. C'est finalement en 1993 que la commune de Mazamet achète et réhabilite les vestiges du château-bas, aujourd'hui ouverts au public et accessibles via la nouvelle passerelle de Mazamet depuis l'église Saint Sauveur d’Hautpoul. 
Le château-haut est quant à lui une propriété privée.

## Architecture

### Le château-bas
Le château-bas se présente sous la forme d'un quadrilatère irrégulier, au bord d'un à-pic. De nombreux vestiges sont présents, dont des murs en élévation. Une partie du château est surélevée de quelques mètres. Il demeure quelques ouvertures, notamment deux entrées en arc de plein cintre. 

### Le château-haut
Le château-haut est une grande maison-forte, qui s'élève sur deux ou trois étages. Il est flanqué de deux tours rondes arasées, une dans l'angle nord et l'autre au sud. La façade est présente diverses fenêtres à meneaux.

## Galerie

Le château-haut
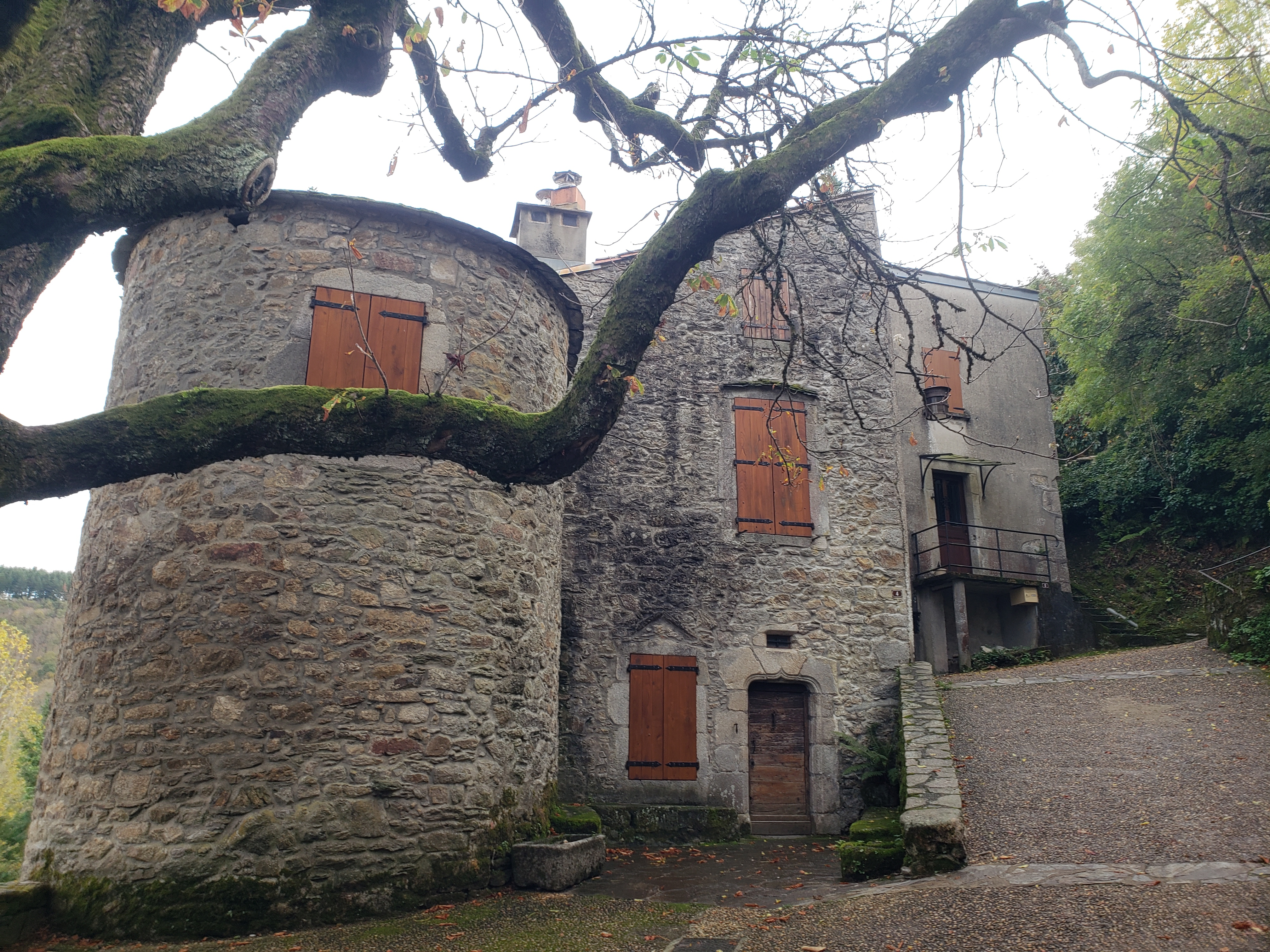
Vue générale
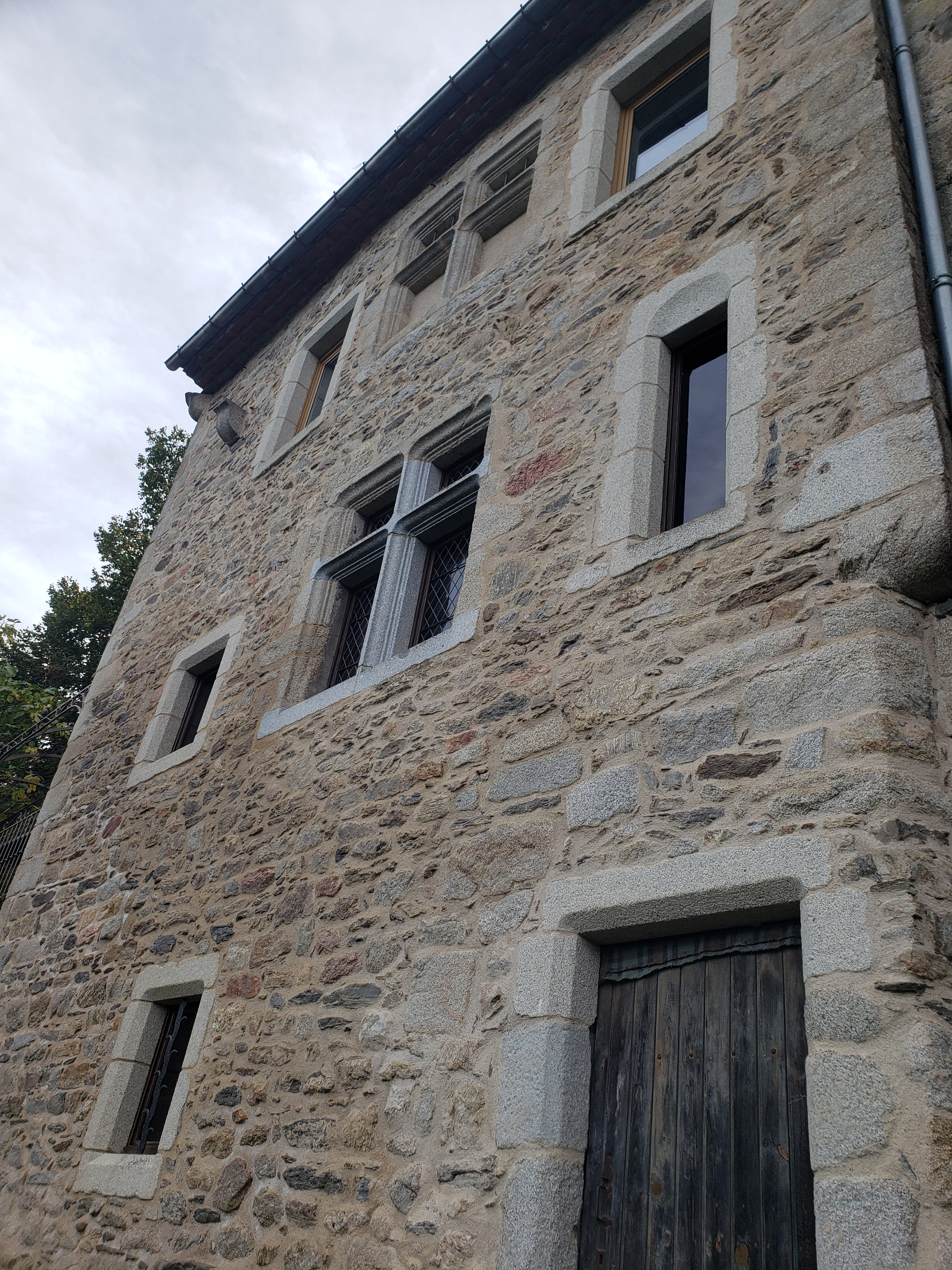
Façade ouest ornementée

Le château-bas
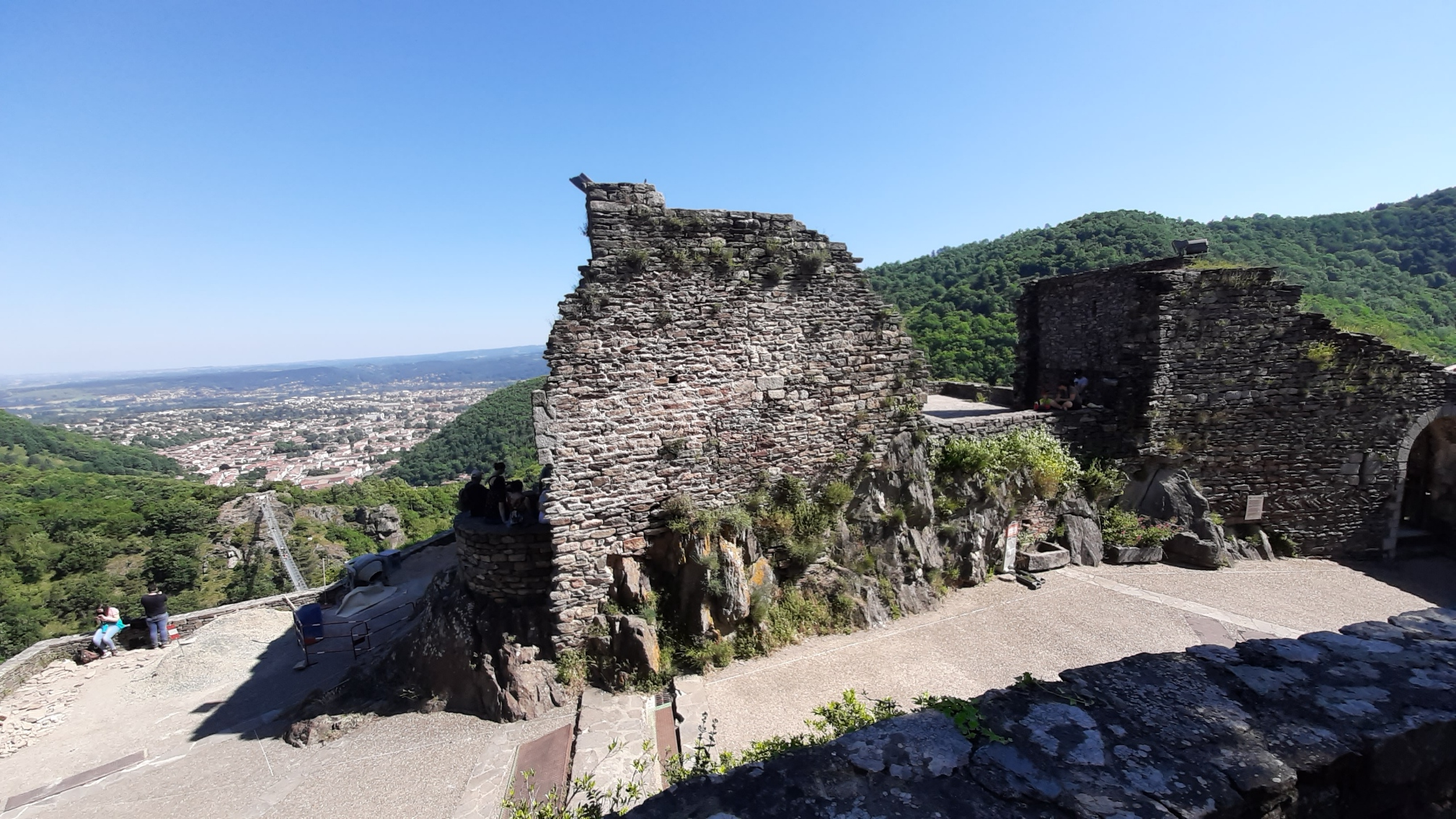
Vue générale
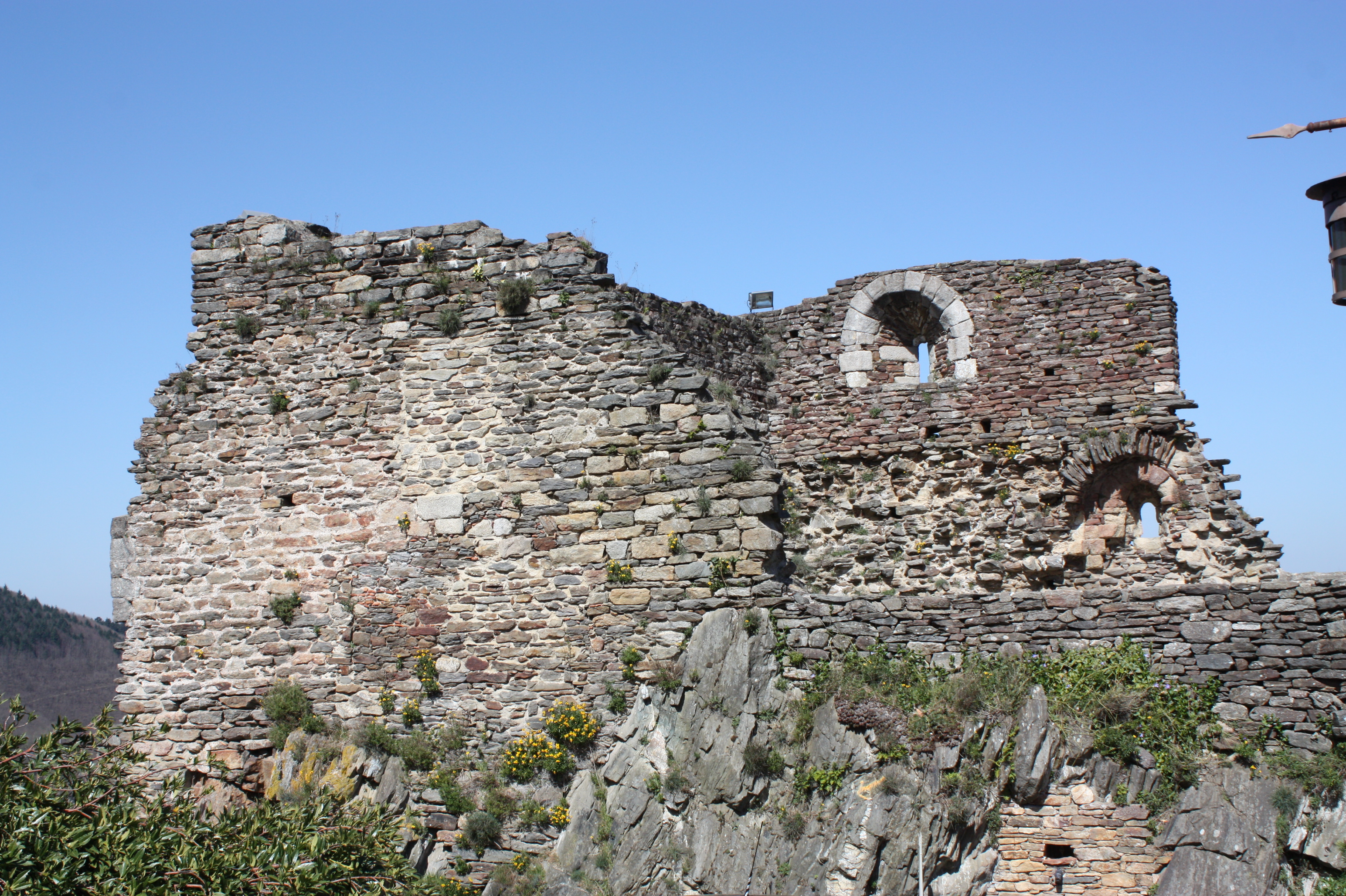
La façade
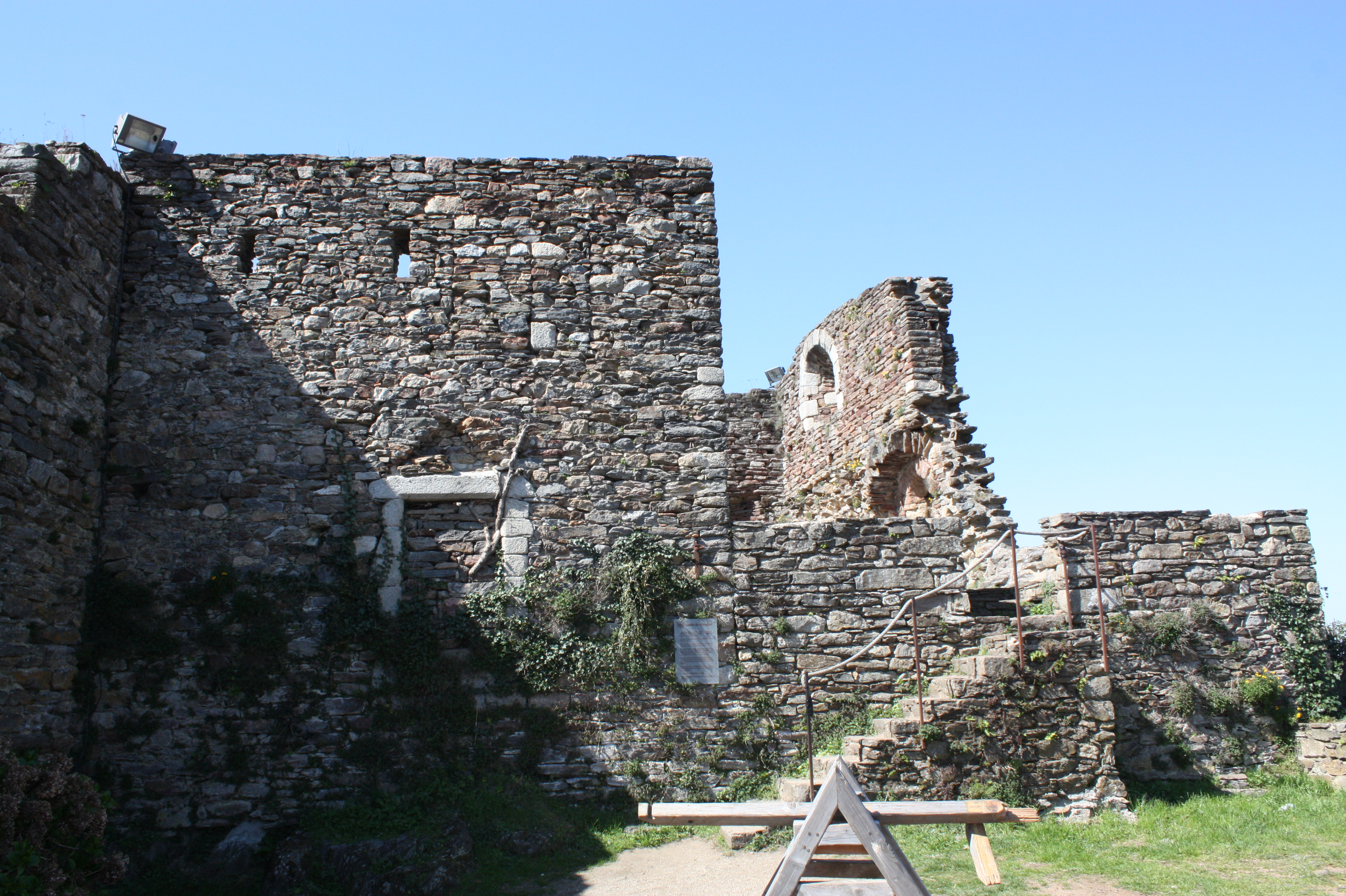
L'intérieur
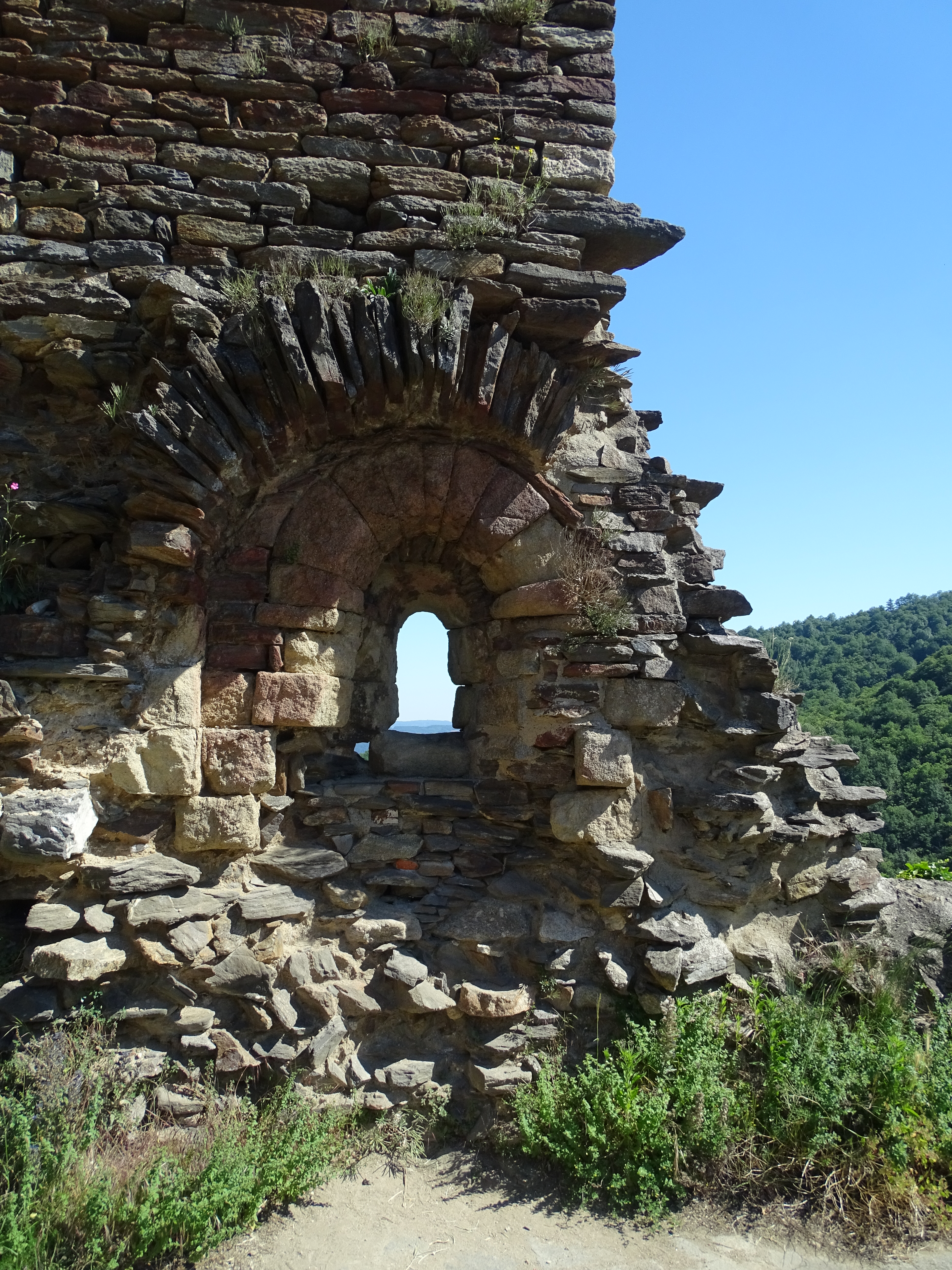
Fenêtre - détail